# The Serenity of Suffering
The Serenity of Suffering är metalbandet Korns tolfte studioalbum. Albumet släpptes den 21 oktober 2016.

## Låtlista
| Nr  | Titel                                      | Längd |
| --- | ------------------------------------------ | ----- |
| 1.  | Insane                                     | 3:50  |
| 2.  | Rotting in Vain                            | 3:31  |
| 3.  | Black Is the Soul                          |       |
| 4.  | The Hating                                 |       |
| 5.  | A Different World (featuring Corey Taylor) | 3:20  |
| 6.  | Take Me                                    | 2:57  |
| 7.  | Everything Falls Apart                     | 4:17  |
| 8.  | Die Yet Another Night                      |       |
| 9.  | When You're Not There                      |       |
| 10. | Next in Line                               |       |
| 11. | Please Come for Me                         |       |

| 12. | Baby                |  |
| 13. | Calling Me Too Soon |  |

## Medverkande
- Jonathan Davis – sång, keyboards, programmering
- Fieldy – elbas
- Munky – gitarr
- Head – gitarr
- Ray Luzier – trummor